# Aldo Ghira
Aldo Ghira (* 4. April 1920 in Triest; † 13. Juli 1991 in Rom) war ein italienischer Wasserballer, der für Lazio Rom antrat.
Bei der ersten Wasserballeuropameisterschaft nach dem Zweiten Weltkrieg, die 1947 in Monte Carlo ausgetragen wurde, siegte die italienische Mannschaft mit Pasquale Buonocore, Gildo Arena, Emilio Bulgarelli, Aldo Ghira, Mario Majoni, Geminio Ognio, Gianfranco Pandolfini, Tullio Pandolfini, Luigi Raspini, Umberto Raspini und Cesare Rubini vor den Mannschaften aus Schweden und Belgien.
Im Jahr darauf trat die italienische Mannschaft bei den Olympischen Spielen in London mit neun Europameistern an, nur die Brüder Raspini fehlten. Die italienische Mannschaft siegte vor Ungarn und den Niederlanden. Die Italiener spielten in der Vorrunde Unentschieden gegen Jugoslawien, gewannen aber alle anderen Partien, wobei Aldo Ghira insgesamt 19 der 39 italienischen Treffer erzielte.

## Familie
Sein Sohn Andrea (1953–1994) wurde wiederholt wegen Gewaltverbrechen verurteilt.